# Фабриціо Ронджоне
Фабри́ціо Роджо́не (італ. Fabrizio Rongione; нар. 3 березня 1973, Брюссель, Бельгія) — бельгійський актор, гуморист, продюсер, сценарист.

## Біографія
Фабриціо Ронджоне народився 3 березня 1973 році в Брюсселі, Бельгія. Має італійські корені. 2002 року в партнерстві з Ніколасом де Борманом, Семюелем Тілманом і Стефаном Гейманом він заснував кінокомпанію Eklektik Productions.
Дебют Фабриціо Ронджоне в кіно відбувся в 1999 році, коли брати Дарденни запросили його на одну з головних ролей в драму «Розетта» з Емілі Дек'єнн. Фільм отримав Золоту пальмову гілку Каннського міжнародного кінофестивалю та низку інших фестивальних та професійних кінонагород. Пізніше з Жаном-П'єром і Люком Дарденнами актор співпрацював на зніманні багатьох фільмів. 2005 року була знята драма «Дитина» з Жеремі Реньє і Деборою Франсуа, в 2008 році актор виконав одну з провідних ролей у драмі «Мовчання Лорни», а в 2011 році зіграв у стрічці «Хлопчик з велосипедом», де його екранною партнеркою була Сесіль де Франс. У партнерстві з Маріон Котіяр Фабриціо Ронджоне працював на знімальному майданчику фільму «Два дні, одна ніч» (2014), та отримав за роль у цьому фільмі бельгійську національну кінопремію «Магрітт» як найкращий актор року. 2016 року за участю актора також вийшов кримінальний трилер «Невідома».
Також Ронджоне пробував свої сили як сценарист і продюсер. Він став одним з авторів сценарію до комедії Жоакіма Лафосса «Що робить тебе щасливим», в якій також зіграв головну роль.
Фабриціо Ронджоне неодноразово обирали ведучим церемоній вручення бельгійської національної кінопремії «Магрітт»: у цій ролі він виступив у 2013 та 2014 роках, та був оголошений ведучим 8-ї церемонії, яка відбудеться 3 лютого 2018 року.

## Фільмографія
| Рік       |    | Українська назва             | Оригінальна назва                          | Роль                  |
| --------- | -- | ---------------------------- | ------------------------------------------ | --------------------- |
| 1999      | ф  | Розетта                      | Rosetta                                    | Рік                   |
| 2001      | ф  | Слово мого батька            | Le parole di mio padre                     | Зено Корсіні          |
| 2002      | ф  | Третє око                    | Le troisième oeil                          |                       |
| 2004      | ф  | Не робіть цього              | Ne fais pas ça!                            | Жоель                 |
| 2004      | ф  | Нема проблем                 | Nema problema                              | Максим                |
| 2004      | ф  | Черепахи на спині            | Tartarughe sul dorso                       | Гім                   |
| 2005      | ф  | Дитина                       | L'enfant                                   | Джун                  |
| 2005      | ф  | Прощавай, чорний дрізд       | Bye Bye Blackbird                          | офіцер-прикордонник   |
| 2006      | ф  | Що робить тебе щасливим      | Ça rend heureux                            | Фабриціо              |
| 2006      | ф  | Кровні брати                 | Fratelli di sangue                         | Роберто               |
| 2006—2014 | с  | Мафіоза                      | Mafiosa                                    | Ремі Андреані         |
| 2007      | кф | У глушині                    | Niort-Aubagne                              | Франсуа               |
| 2007      | ф  | Бандити в масках             | Le dernier gang                            | Ільо                  |
| 2008      | ф  | Мовчання Лорни               | Le silence de Lorna                        | Фабіо                 |
| 2008      | ф  | Наш месія                    | Il nostro messia                           | Маррані               |
| 2009—2017 | с  | Французьке містечко          | Un village français                        | Марсель               |
| 2009      | ф  | Перша лінія                  | La prima linea                             | П'єро                 |
| 2010      | ф  | Ліонель                      | Lionel                                     | Данієль               |
| 2011      | ф  | Дорогою додому               | Sulla strada di casa                       | ватажок бандитів      |
| 2011      | ф  | Хлопчик з велосипедом        | Le Gamin au vélo                           | книготорговець        |
| 2012      | ф  | Школа «Діаз»                 | Diaz — Don't Clean Up This Blood           | Нік Янссен            |
| 2012      | ф  | Очі астронома                | L'oeil de l'astronome                      | придворний живописець |
| 2012      | ф  | Я стану краще                | Ombline                                    | C.I.P.                |
| 2013      | ф  | Пісня для моєї матері        | Une chanson pour ma mère                   | Мішель                |
| 2013      | ф  | Черниця                      | La religieuse                              | панотець Моранте      |
| 2013      | ф  | Віолетта                     | Violette                                   | Івон Белаваль         |
| 2014      | ф  | Два дні, одна ніч            | Deux jours, une nuit                       | Маню                  |
| 2014      | ф  | Мудрість                     | La Sapienza                                | Александр Шмідт       |
| 2014      | кф | Серпень 1914                 | Août 1914                                  |                       |
| 2016      | кф | Партнер                      | Réplique                                   | Поль                  |
| 2016      | ф  | Син Йосипа                   | Le fils de Joseph                          | Йосип                 |
| 2016      | ф  | Звичайне серце               | Le coeur régulier                          | Лео                   |
| 2016      | ф  | Невідома                     | La fille inconnue                          | лікар Рига            |
| 2016      | ф  | Гніздо                       | Il nido                                    | Саверіо               |
| 2016      | ф  |                              | Les survivants                             | Ніколя                |
| 2016      | ф  | Діти ночі                    | I figli della notte                        | Матіас                |
| 2016      | ф  |                              | Faut pas lui dire                          | Ален Грегуар          |
| 2016      | ф  | Марія Кюрі                   | Maria Curie                                | Поль Ланжеве́н         |
| 2016      | тф | Маріон: Мені завжди 13       | Marion, 13 ans pour toujours               | Давид                 |
| 2017      | ф  | Діана має плечі              | Diane a les épaules                        | Фабриціо              |
| 2017      | ф  | Частина тіні                 | Une Part d'ombre                           | Давид                 |
| 2018      | ф  |                              | Libera me                                  |                       |
| 2019      | ф  | Кохання під домашнім арештом | L'amore a domicilioe                       | Франко                |
| 2020      | ф  | Острів Троянд                | L'incredibile storia dell'Isola delle Rose | Мосьє Карлоцці        |
| 2021      | ф  | Подія                        | L'événement                                | Д-р Равінскі          |
| 2021      | ф  | Щоденники вбивці             | Diario di spezie                           | Філіппе Гаррант       |

## Визнання
| Нагороди та номінації Фабриціо Ронджоне | Нагороди та номінації Фабриціо Ронджоне | Нагороди та номінації Фабриціо Ронджоне | Нагороди та номінації Фабриціо Ронджоне |
| Рік                                     | Категорія                               | Фільм                                   | Результат                               |
| --------------------------------------- | --------------------------------------- | --------------------------------------- | --------------------------------------- |
| Італійський «Золотий глобус»            |                                         |                                         |                                         |
| 2001                                    | Найкращий актор-новачок                 | Слово мого батька                       | Перемога                                |
| Премія «Магрітт»                        |                                         |                                         |                                         |
| 2015                                    | Найкращий актор                         | Два дні, одна ніч                       | Перемога                                |